# Grubbens gata

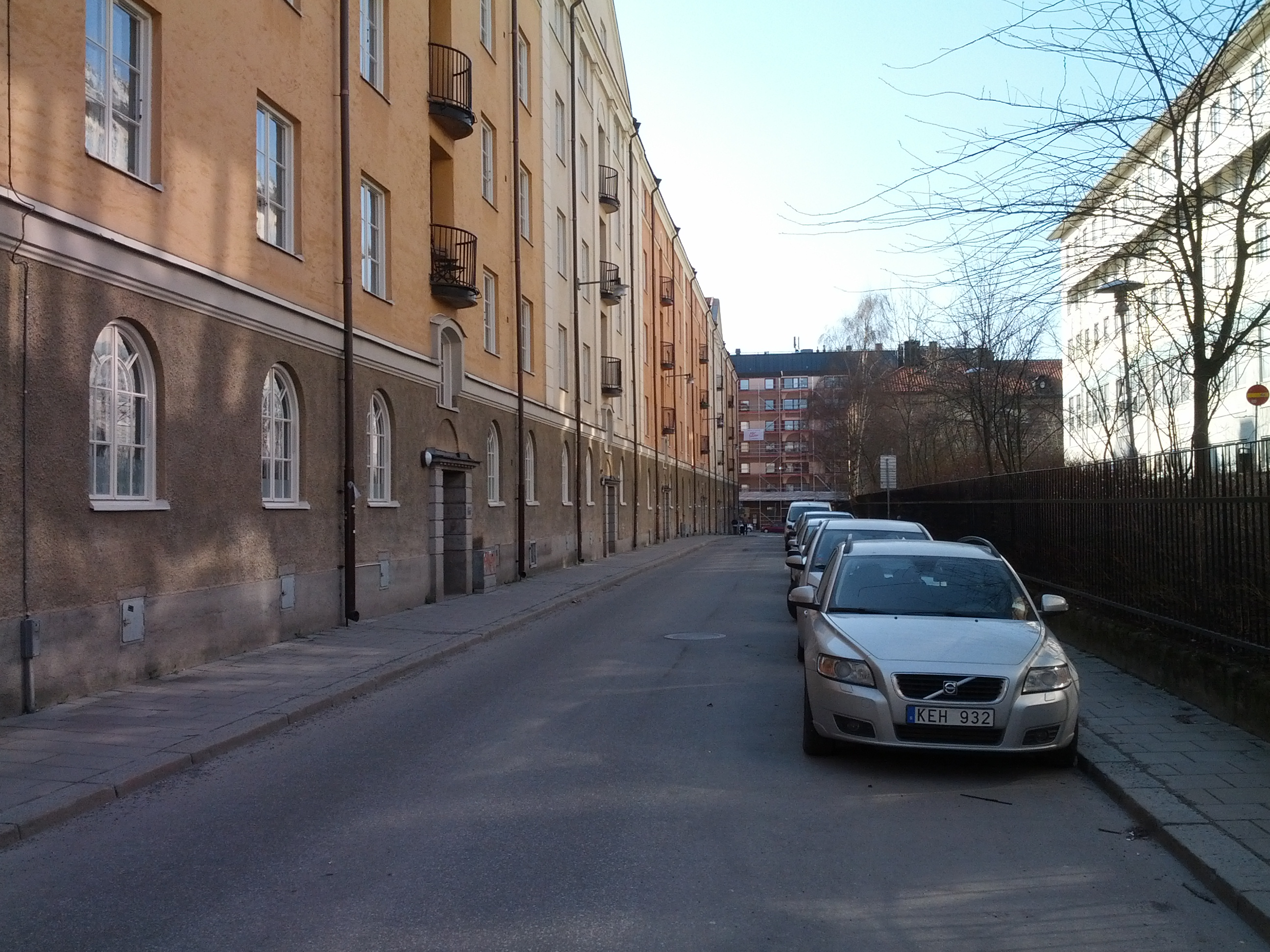
Grubbens gata 2014

Grubbens gata är en gata på Kungsholmen som förbinder Inedalsgatan med Polhemsgatan. Gatan är uppkallad efter den Hans Vilhelm Grubb som i mitten av 1700-talet ägde området norr om Fleminggatan där S:t Eriks ögonsjukhus och S:t Eriks gymnasium nu ligger. Området kallades då för Grubbens trädgård eller Grubbens gärde. Området kom senare att tillhöra kommerserådet Michael Grubb (adlad af Grubben). Även försörjningsanstalten Grubbens och Grubbensringen på andra sidan sjukhuset är uppkallat efter herrarna Grubb.
Många av byggnaderna vid Grubbens gata är ritade av arkitekten Axel Wetterberg.